# Podhôľno-magurská oblast
Podhôľno-magurská oblast (slovensky Podhôľno-magurská oblasť, polsky Obniżenie Orawsko-Podhalańskie) je geomorfologická oblast Vnějších Západních Karpat na území severního Slovenska a jižního Polska.
Dělí se (od západu k východu) na:

Vnější Západní Karpaty, Podhôľno-magurská oblasť vyznačena červeně

- i8 = Oravská kotlina (Kotlina Orawsko-Nowotarska)
- i1 = Skorušinské vrchy (Skoruszyńskie Wierchy)
- i2 = Podtatranská brázda (Rów Podtatrzański)
- i3 = Spišská Magura (Pogórze Spiskie)
- i6 = Spišsko-šarišské medzihorie
- i4 = Levočské vrchy
- i5 = Bachureň
- i7 = Šarišská vrchovina

V polském geomorfologickém členění se toto území překrývá s makroregionem Obniżenie Orawsko-Podhalańskie, který se dělí na následující mezoregiony:
- 514.11 Kotlina Orawsko-Nowotarska (Oravská kotlina)
- 514.12 Pieniny (podle slovenského členění nepatří do Podhôľno-magurskej oblasti, ale do Východních Beskyd)
- 514.13 Pogórze Spisko-Gubałowskie (zahrnuje Oravskou vrchovinu (na Slovensku řazenou do oblasti Stredné Beskydy), Skorušinské vrchy, Spišskou Maguru a hornatiny, které je spojují přes polské území)
- 514.14 Rów Podtatrzański (Podtatranská brázda)

Nejvyšší hora oblasti je Skorušina ve Skorušinských vrších. Nejníže položená je severozápadní část oblasti, Oravsko-Nowotarská kotlina. Odvodňuje ji řeka Orava do Váhu a Dunajec do Visly. Skorušinské vrchy se táhnou souběžně s Oravou jihovýchodně od ní a končí za polskou hranicí údolím Černého Dunajce. Na polském území na ně navazuje oblast zvaná Podhalí. Skládá se z Gubalovského (Pogórze Gubałowskie, Palenica Kościeliska, 1183) a Bukovinského podhůří (Pogórze Bukowińskie, Cyrhla nad Białką, 1158). Dále na východ se toto horské pásmo vrací na území Slovenska a nese název Spišská Magura. Ta je z východu ohraničená Podtatranskou kotlinou a řekou Poprad. Celé toto pásmo dohromady tvoří polský mezoregion Pogórze Spisko-Gubałowskie (Spišsko-gubalské podhůří). Za řekou Poprad pak pokračují další vrchoviny ve slovenském vnitrozemí: Levočské vrchy, Bachureň a Šarišská vrchovina, severně od nich pak Spišsko-šarišské mezihoří.
Podtatranská brázda je úzký pás území, který se táhne souběžně se Spišsko-gubalským podhůřím jižně od něj a odděluje ho od Chočských vrchů a Tater. Začíná na Oravě v prostoru Dolného Kubína, pokračuje Zubereckou brázdou k polské hranici, dále na východ přes města Kościelisko a Zakopane a opět na slovenském území Ždiarskou brázdou, která odděluje Spišskou Maguru od Belanských Tater. Nadmořská výška činí většinou 750 až 1000 m. Většina potoků a říček, které brázdou protékají, si po krátké době proráží cestu vrchovinou k severu (Studený potok, Oravica, Černý Dunajec, Bílý Dunajec, Białka), případně k jihu (Kvačianka mezi Chočskými vrchy a Západními Tatrami), a tak brázda netvoří jednolité říční údolí. Výjimkou je Ždiarska brázda na východě, kudy protéká řeka Biela, přítok Popradu. Nejvyšším bodem je vrch Strednica (1129) ve Ždiarské brázdě.